# Arsenorribosa sulfonato
La arsenorribosa sulfonato o arsenoazúcar sulfonato es un oxoarsenoazúcar dimetilado que tiene un grupo sulfonato de glicerol unido al carbono 1 del anillo ribosídico.
Se aisló por primera vez en 1981 del alga parda Ecklonia radiata, y es el arsenoazúcar más común junto con el glicerol, el fosfato y el sulfato.
De los 4 arsenoazúcares principales es el más ácido después del sulfato.